# Corymbia abbreviata
Corymbia abbreviata är en myrtenväxtart som först beskrevs av William Faris Blakely och Jacobs, och fick sitt nu gällande namn av Kenneth D. Hill och Lawrence Alexander Sidney Johnson. Corymbia abbreviata ingår i släktet Corymbia och familjen myrtenväxter. Inga underarter finns listade i Catalogue of Life.